# Zygmunt Krasiński
Napoleon Stanisław Adam Feliks Zygmunt Krasiński AFI [ˈzɨɡmunt kraˈɕiɲskʲi] (19 de febrer de 1812, París, França - 23 de febrer de 1859, París) fou un comte polonès, tradicionalment classificat juntament amb Adam Mickiewicz i Juliusz Słowacki com un dels tres bards nacionalistes polonesos, els tres grans poetes romàntics que influencià la consciència nacional durant el període d'adhesió política a Polònia.

## Biografia i obra
Krasiński era el fill d'un general, el comte Wincenty Krasiński, de la família aristocràtica Krasiński. Estudià lleis a la Universitat de Varsòvia i a Ginebra, on va conèixer Adam Mickiewicz —qui marcà i influencià profundament el poeta. Va viure, d'aleshores ençà, a l'estranger, alternant entre Itàlia i França. Krasiński fou més conservador políticament i social que els altres dos grans poetes d'aleshores. Publicà gran part de la seva obra de forma anònima.
És conegut fonamentalment per les seves idees filosòfiques messianistes. El seu drama Nie-boska Komedia (La No-divina comèdia, 1835), retracta la tragèdia d'un món aristocràtic derrotat i substituït per un nou ordre de comunisme i democràcia, és una profecia poètica del conflicte classista i de la Revolució d'Octubre de 1917. Al seu drama Iridyon (1836), en el context de les ètiques cristianes, treballa amb la pugna d'una nació sotmesa contra el seu opressor. Hi hagué algunes representacions teatrals d'aquesta obra a Cracòvia i a Varsòvia. Els escrits de Krasiński del període estan plens d'arguments frenètics, intensament influenciats per la ficció gòtica i per Dante Alighieri. Tal com mostren les obres més famoses del poeta, està més interessat en els vessants extrems de l'essència humana, com l'odi, la desesperació o la solitud.

Ślepowron, escut d'armes de la família Krasiński.

L'Agaj-Han (1834) de Krasiński és una de les obres més conegudes a Polònia. És una novel·la històrico-poètica molt diferent de les novel·les populars de la literatura polonesa de Walter Scott. Agaj-Han està plena de trets i motius macabres, mort i fratricidi, amb un destí tràgic que sempre plana sobre la vida humana. Més endavant (1844-1848) escrigué Psalmy Przyszłości (Psalms del futur), en què el poeta crida a l'amor i a la caritat d'acord amb les bases del cristianisme.
La seva musa fou durant molts anys la comtessa Delfina Potocka (amiga de Frédéric Chopin), amb qui mantingué un affaire des del 1836 fins al 1846. Després de la relació, va haver-hi només una amistat, i li escrigué Sen Cezary (1840) i Przedświt (1843). El 26 de juliol del 1843, Krasiński es casà amb la comtessa polonesa Eliza Branicka.

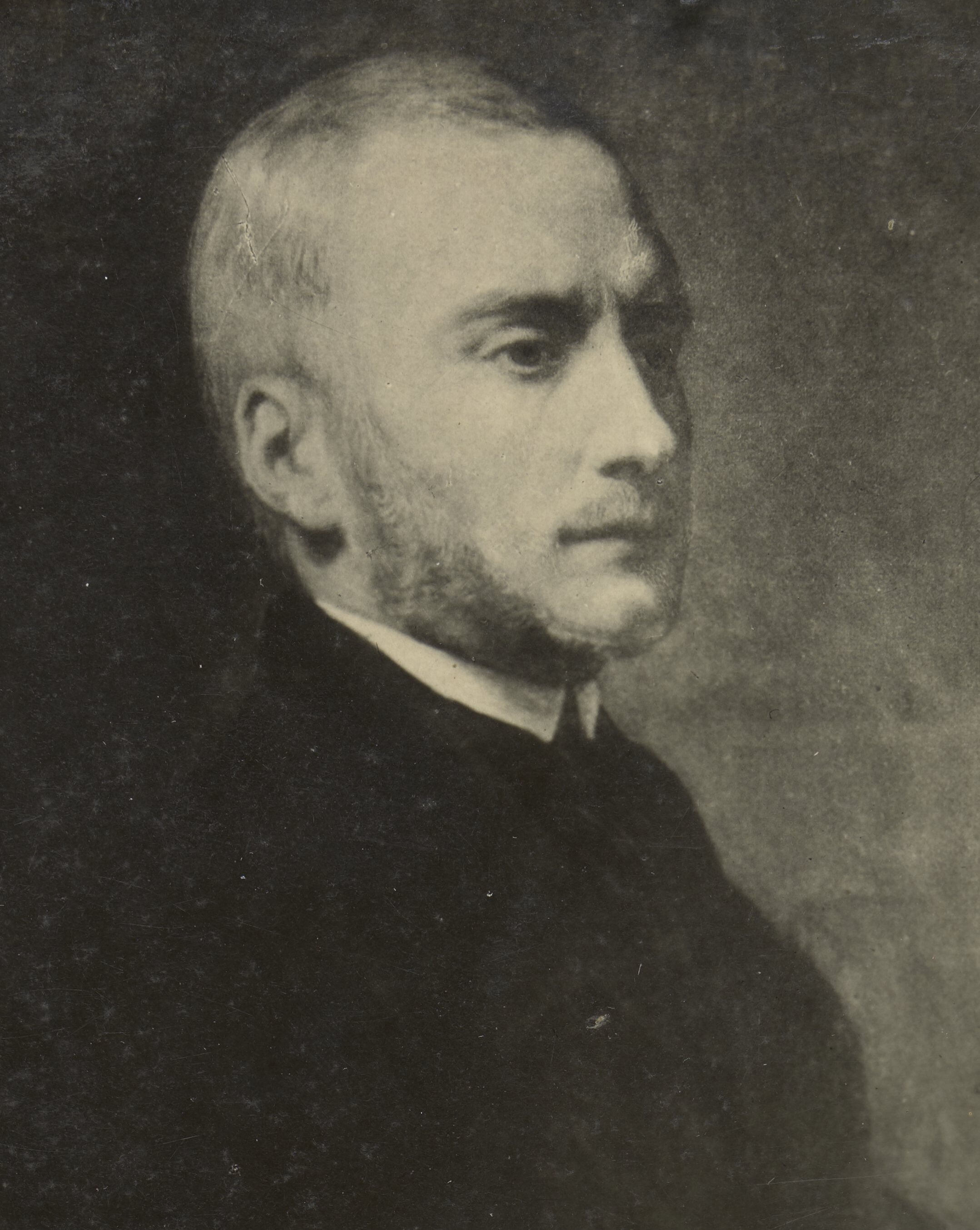
Krasiński (1850)

## Obres principals
- Powieści gotyckie
- Agaj-Han
- Irydion
- Nie-Boska komedia
- Przedświt
- Psalmy przyszłości
- Fantazja życia
- Listy do Delfiny Potockiej